# Must See TV
Необходимо увидеть ТВ (англ. Must See TV) — рекламный лозунг, используемый телеканалом NBC для продвижения своего блока шоу в четверг в прайм-тайм. Самыми успешными из этого блока стали сериалы «Друзья», «Блюз Хилл-стрит», «Шоу Косби», «Семейные узы», «Весёлая компания», «Другой мир», «NewsRadio», «Крылья», «Ночной суд», «Закон Лос-Анджелеса», «Фрейзер», «Сайнфелд», «Скорая помощь» и «Уилл и Грейс».

## История
В 1980-х И 1990-х годах комедии и драмы, выходившие под лозунгом «Must See TV» доминировали в телевизионных рейтингах и в конечном счете лозунг стал очень популярным в поп-культуре.
Однако, вопреки распространенному мнению «Must See TV» изначально был придумал для продвижения блока комедий, для драм была отдельная рекламная кампания. В 1990-х NBC стали использовать популярный слоган для расширения бренда, продвигая шоу, выходящие в другие дни под этим лозунгом. Осенью 1997 года бренд использовался для пяти вечеров в неделю, с понедельника по четверг, и в воскресенье.

## Реклама
Вечер четверга является самым прибыльным на американском телевидении. Шоу четверга имеют большую массу молодых зрителей, которые особенно интересны для рекламодателей и считается что реклама предстоящего фильма, премьера которого состоится в пятницу, размещенная в популярном шоу четверга будет особенно эффективна для привлечения зрителя в кинотеатры.

## Упадок
В начале 2000-х годов «Must See TV» стал терять свою популярность, а сам канал NBC потерял первое место в рейтингах четверга, уступив сначала CBS, а потом и скатившись на третье место после ABC, и в конечном итоге упал до четвёртого после Fox. Одной из главных причин неудач является невозможность запустить новые хиты уровня сериалов «Друзья», «Фрейзер» и «Сайнфелд». Ещё одной причиной разрушения прочного бренда стал запуск реалити-шоу Дональда Трампа «The Apprentice» осенью 2004 года, которое нарушило двадцатилетний блок четыре комедии и одна драма.
Между тем вечер четверга на других каналах набирал успех. CBS впервые выиграл вечер благодаря блоку из реалити «Survivor» и драмам «C.S.I.: Место преступления» и «Без следа». ABC достиг успеха благодаря реалити «Танцы со звездами », а осенью 2006 года при помощи самой популярной драмы того сезона «Анатомия страсти» и «Дурнушка», которые значительно превосходили другие каналы в демо-рейтинге 18-49.
В начале 2006 года «Must See TV» немного поднялся в рейтингах благодаря ситкомам «Офис» и «Меня зовут Эрл». Это была попытка восстановить вечер после неудачи «The Apprentice».
В ноябре 2006 канал произвел ребрендинг лозунга на «Comedy Night Done Right» и добавил ситкомы «Клиника» и «30 потрясений» к уже выходящим. Таким образом весь комедийный блок четверга был наполнен однокамерными ситкомами, без закадрового смеха и многокамерной съемки.
В январе 2011 года NBC вновь произвел ребрендинг лозунга на «Comedy Night Done Right — All Night», добавив ещё две комедии в 10 вечера. Блок потерпел полный провал и канал регулярно проигрывал в рейтингах своим конкурентам.